# Hugo III van Vaudémont
Hugo III van Vaudémont (overleden in 1244) was van 1242 tot aan zijn dood graaf van Vaudémont. Hij behoorde tot het huis Lotharingen.

## Levensloop
Hugo III de zoon van graaf Hugo II van Vaudémont en Hedwig van Raynel. In 1242 volgde hij zijn vader op als graaf van Vaudémont.
In 1239 nam hij deel aan de Baronnenkruistocht onder leiding van koning Theobald I van Navarra. In november 1239 werd hij bij de Slag bij Gaza gevangengenomen door de Ajjoebiden. In 1241 werd hij vrijgelaten.
Hij stierf in 1244.

## Huwelijk en nakomelingen
Rond 1231 huwde Hugo III met Margaretha, dochter van graaf Theobald I van Bar en Ermesinde van Luxemburg. Ze kregen volgende kinderen:
- Hendrik I (1232-1278), graaf van Vaudémont
- Agnes (overleden in 1282), huwde met graaf Walram I van Zweibrücken
- Maria, huwde met heer Diederik van Schönberg
- Margaretha, huwde met Hendrik van Grandpré, heer van Hans